# Tăuteu
Tăuteu est une commune roumaine du județ de Bihor, en Transylvanie, dans la région historique de la Crișana et dans la région de développement Nord-Ouest.

## Géographie
La commune de Tăuteu est située dans le nord-est du județ, dans la vallée de la Barcău, à 8 km au sud de Marghita et à 58 km au nord-est d'Oradea, le chef-lieu du județ.
La municipalité est composée des cinq villages suivants, nom hongrois, (population en 2002) :
- Bogei, Bozsaly (1 428) ;
- Chiribiș, Bisztraterebes (778) ;
- Ciutelec, Cséhtelek (898) ;
- Poiana, Rétimalomtanya (263) ;
- Tăuteu, Tóti (1 121), siège de la commune.

## Histoire
La commune, qui appartenait au royaume de Hongrie, en a donc suivi l'histoire.
Après le compromis de 1867 entre Autrichiens et Hongrois de l'empire d'Autriche, la principauté de Transylvanie disparaît et, en 1876, le royaume de Hongrie est partagé en comitats. Tăuteu intègre le comitat de Bihar (Bihar vármegye).
À la fin de la Première Guerre mondiale, l'Empire austro-hongrois disparaît et la commune rejoint la Grande Roumanie au traité de Trianon.
En 1940, à la suite du deuxième arbitrage de Vienne, elle est annexée par la Hongrie jusqu'en 1944, période durant laquelle sa communauté juive est exterminée par les nazis. Elle réintègre la Roumanie après la Seconde Guerre mondiale au traité de Paris en 1947.

## Politique
| Période                                  | Période  | Identité             | Étiquette | Qualité |
| ---------------------------------------- | -------- | -------------------- | --------- | ------- |
| Les données manquantes sont à compléter. |          |                      |           |         |
| 2008                                     | En cours | Nándor Ștefan Vincze | UDMR      |         |

| Parti | Parti                                      | Sièges |
| ----- | ------------------------------------------ | ------ |
|       | Union démocrate magyare de Roumanie (UDMR) | 6      |
|       | Parti social-démocrate (PSD)               | 3      |
|       | Parti national libéral (PNL)               | 2      |
|       | Alliance des libéraux et démocrates (ALDE) | 1      |
|       | Parti des Roms « Pro-Europe »              | 1      |

## Religions
En 2002, la composition religieuse de la commune était la suivante :
- Chrétiens orthodoxes, 57,39 % ;
- Réformés, 23,21 % ;
- Pentecôtistes, 10,27 % ;
- Catholiques romains, 5,59 % ;
- Baptistes, 1,58 % ;
- Grecs-Catholiques, 0,64 % ;
- Adventistes du septième jour, 0,53 %.

## Démographie
Tăuteu, qui possédait une majorité de population hongroise au début du XXe siècle, a maintenant une majorité roumaine. Le village de Tăuteu garde cependant une majorité hongrois alors que celui de Bogei est partagé entre Roumains et Tsiganes. La commune est une des rares communes du județ dont la population est toujours en hausse.
En 1910, à l'époque austro-hongroise, la commune comptait 1 883 Hongrois (55,30 %), 1 342 Roumains (39,41 %), 78 Allemands (2,29 %) et 71 Slovaques (2,09 %).
En 1930, on dénombrait 1 797 Roumains (49,35 %), 1 517 Hongrois (41,66 %), 121 Juifs (3,32 %), 112 Roms (3,08 %), 55 Allemands (1,51 %) et 33 Slovaques (0,91 %).
En 1956, après la Seconde Guerre mondiale, 2 468 Roumains (54,76 %) côtoyaient 1 833 Hongrois (40,67 %), 101 Roms (2,24 %), 58 Allemands (1,29 %), 39 Slovaques (0,87 %) et 8 rescapés juifs (0,18 %).
En 2002, la commune comptait 2 494 Roumains (55,57 %), 1 269 Hongrois (28,27 %), 652 Roms (14,52 %) 57 Slovaques (1,27 %) et 16 Allemands (0,35 %). On comptait à cette date 1 383 ménages et 1 467 logements.
| 1880  | 1890  | 1900  | 1910  | 1920  | 1930  | 1941  | 1956  | 1966  |
| ----- | ----- | ----- | ----- | ----- | ----- | ----- | ----- | ----- |
| 1 678 | 2 203 | 2 763 | 3 405 | 3 124 | 3 641 | 3 981 | 4 507 | 4 734 |

| 1977  | 1992  | 2002  | 2007  | - | - | - | - | - |
| ----- | ----- | ----- | ----- | - | - | - | - | - |
| 4 714 | 4 438 | 4 488 | 4 494 | - | - | - | - | - |

## Économie
L'économie de la commune repose sur l'agriculture.

## Communications

### Routes
Tăuteu est située sur la route régionale DJ191A qui la relie à Chiribiș, à la DN19B et à Marghita au nord et à Bogei, Ciutelec et Popești à l'est.
L'autoroute de Transylvanie Oradea-Cluj-Napoca en construction traversera la commune. 

## Lieux et monuments
- Tăuteu, église réformée datant du XVe siècle[7] ;
- Chiribiș, église orthodoxe datant de 1899[7] ;
- Ciutelec, église orthodoxe datant de 1895[7].

## Enseignement
Tăuteu est équipée de cinq jardins d'enfants et de cinq écoles primaires.